# Psychotria sparsipila
Psychotria sparsipila är en måreväxtart som beskrevs av Cornelis Eliza Bertus Bremekamp. Psychotria sparsipila ingår i släktet Psychotria och familjen måreväxter. Inga underarter finns listade i Catalogue of Life.